# Attentatet mot Thalys-tåget 2015
Attentatet mot Thalys-tåget 2015 skedde den 21 augusti 2015 då 27-årige Ayoub El Khazzani från Marocko började skjuta mot tågpassagerare med en automatkarbin på ett höghastighetståg mellan Paris och Amsterdam. Efter att terroristens vapen fått eldavbrott lyckades en grupp passagerare, två av dem amerikanska soldater, övermanna terroristen och binda honom. Gärningsmannen visade sig ha ytterligare vapen med sig, en pistol och en 50 cl flaska med bensin.

## Händelseförlopp
Den 21 augusti 2015 öppnade en man eld på ett Thalys-tåg på väg från Amsterdam till Paris. Fyra personer skadades, inklusive angriparen. Franska, amerikanska och brittiska passagerare konfronterade angriparen och höll fast honom när hans gevär hakade upp sig. För sitt hjältemod fick de Frankrikes högsta utmärkelse, Hederslegionen. Angriparen, senare identifierad som Ayoub El Khazzani, hävdade först att han bara var en rånare, men erkände senare att han hade velat "döda amerikaner" som hämnd för bombningarna i Syrien.

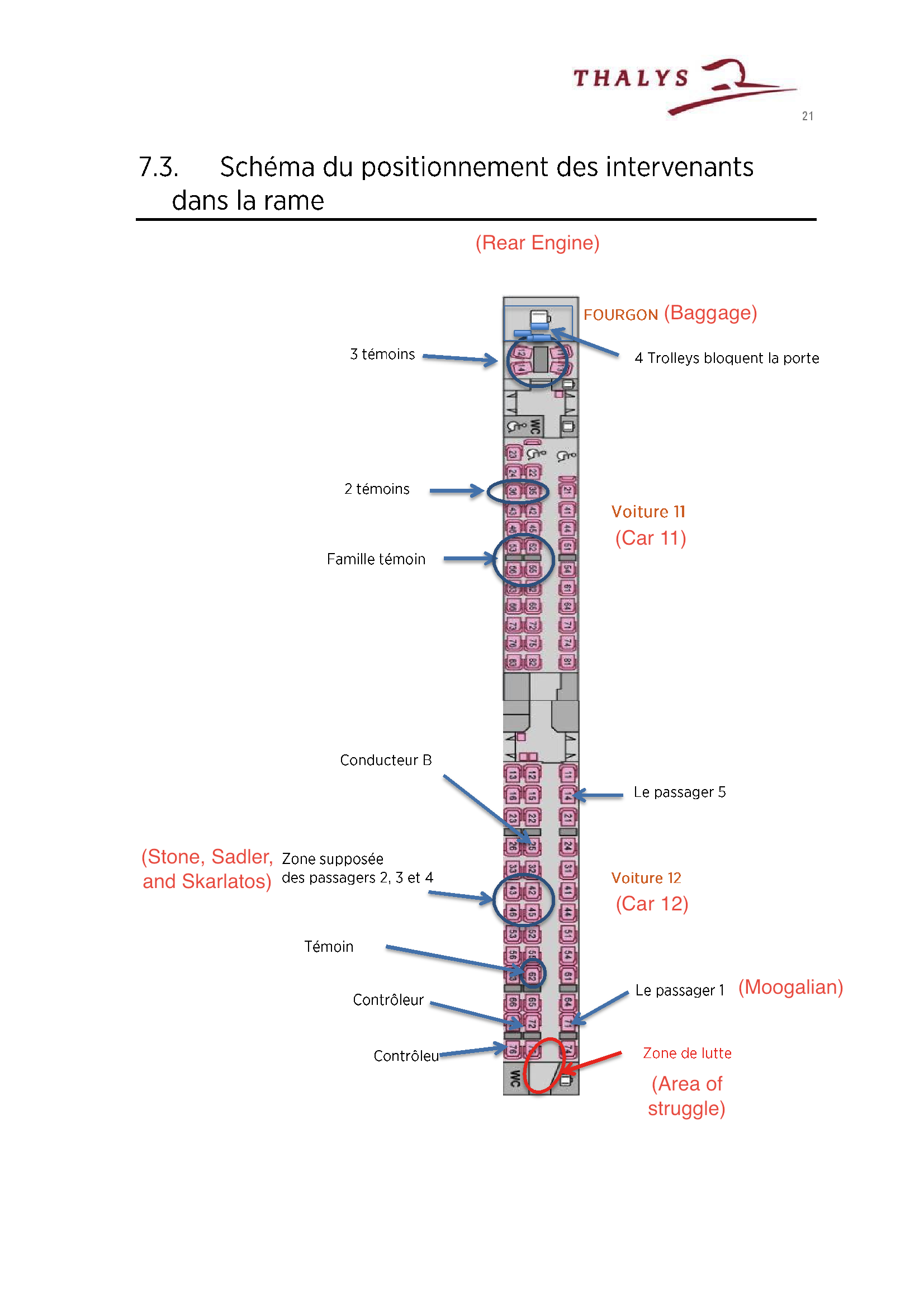
Diagram från Thalys interna rapport

Thalys passagerartåg 9364 från Amsterdam till Paris korsade den belgiska gränsen till Frankrike cirka kl. 17:45 CEST den 21 augusti 2015. En 25-årig marockansk man vid namn Ayoub El Khazzani dök upp från toaletten i vagn nr 12. Han hade bar överkropp och viftade med en Draco-karbin. Förutom den hopfällbara karbinen med ett magasin för 30 omgångar, bar han en ryggsäck som innehöll ytterligare åtta laddade magasin, en 9 mm Luger-pistol, en kniv och en flaska bensin.
När El Khazzani lämnade toaletten mötte han den 28-årige fransmannen "Damien A." När Damien såg den tungt beväpnade marockanen med bar överkropp, försökte han hålla tillbaka mannen, men blev övermannad och föll till golvet. Från sin sittplats i närheten såg den amerikanskfödde fransmannen Mark Moogalian (51 år) marockanen. När Moogalian vände sig om för att flytta undan sin fru, drog El Khazzani fram en dold 9 mm Luger-pistol och sköt Moogalian i ryggen. Kulan passerade genom en av lungorna och ut via halsen. Moogalian föll till golvet och förblev stilla och spelade död. El Khazzani hämtade sin tappade karbin, gick till passagerarområdet och försökte avfyra vapnet mot passagerarna i vagnen, men vapnet klickade.
Cirka 10 meter ner i gången från El Khazzani satt tre amerikanska vänner, två av dem lediga medlemmar av USA:s väpnade styrkor: 23-årige flygofficeren Spencer Stone, 22-årige specialisten Alek Skarlatos, och 23-årige Anthony Sadler. Skrämd av ljudet av skottet som skadade Moogalian, och när han såg marockanen med ett automatgevär, ropade Skarlatos till sina vänner "Ta fast honom!" Stone rörde sig först och sprang uppför gången, rakt mot pistolbeväpnade El Khazzani och tog ett strypgrepp på honom. El Khazzani tappade karbinen, men skar Stone flera gånger i handen, huvudet och halsen med kniven; Stones tumme var nästan avskuren. Skarlatos tog det obrukbara geväret från golvet och började "dunka munkorg" om huvudet på El Khazzani, medan Stone fortsatte sitt strypgrepp. El Khazzani föll ner medvetslös. I en video som togs direkt efteråt kunde en amerikansk röst höras utropa: "Jag försökte skjuta honom."
Den brittiske passageraren Chris Norman (62 år) och en fransk lokförare hjälpte till att hålla El Khazzani nere, och de använde Normans T-shirt för att knyta hans armar bakom ryggen. Om att han gick med i kampen för att kuva skytten sade Norman: "Jag kommer inte att vara den som dör sittande." "Om du ska dö, försök att göra något åt det."
Skarlatos sökte sedan igenom de andra vagnarna efter fler beväpnade män med det obrukbara geväret och med pistolen i handen. Han noterade att automatgeväret hade låst sig och att pistolen saknade ett magasin och inte hade några skott i kammaren. Stone, som var militärutbildad läkare, försökte stoppa den allvarliga blödningen från Moogalians skottskada genom att vira hans skjorta runt skadan. Detta visade sig vara ineffektivt, så han förde in två fingrar i såret i halsen och tryckte ner en artär, vilket stoppade blödningen.
Tåget hade 554 passagerare och passerade Oignies i departementet Pas-de-Calais när attacken ägde rum, och det omdirigerades till stationen i Arras. Moogalian fördes med flyg till universitetssjukhuset i Lille, medan Stone senare behandlades för tum- och ögonskador samt andra skador. De återstående passagerarna fördes till Arras, där de genomsöktes och identifierades innan de fick fortsätta till Paris.

## Gärningsmannen
Ayoub El Khazzani (efternamnet stavades också El-Khazzani och el-Qazzani) född 3 september 1989, från Marocko, identifierades som angriparen av franska och spanska myndigheter. Han hade gått ombord på tåget i Bryssel. Han hade ingen legitimation men identifierades med sina fingeravtryck. Han hade bott i Aubervilliers, Seine-Saint-Denis, Frankrike, sedan 2014. Han kom ursprungligen från Tétouan i norra Marocko och flyttade till Spanien 2007, två år efter att hans far hade legaliserat hans status där. Han var anställd på mobiltelefonoperatörsföretaget Lycamobile i två månader i början av 2014 innan han fick sluta på grund av att han inte hade rätt arbetspapper.
El Khazzani var känd av franska myndigheter och hade märkts med ett informationsblad "S" (S-fil eller säkerhetsfil), den högsta varningsnivån för franska statens säkerhet. Han hade profilerats på liknande sätt av belgiska, spanska och tyska myndigheter. Han hade enligt uppgift bott i de spanska städerna Madrid och Algeciras från 2007 till mars 2014. Under sin tid i Spanien tilldrog han sig myndigheternas uppmärksamhet efter att ha hållit tal för att försvara jihad, besökt en känd radikal moské och varit inblandad i narkotikahandel. Han flyttade sedan till Frankrike och de spanska myndigheterna informerade fransmännen om sina misstankar. Frankrikes inrikesminister Bernard Cazeneuve sa att han hade flyttat till Belgien först 2015. Han hade enligt uppgift tillbringat tid mellan maj och juli i Syrien innan han flyttade till Frankrike.

## Motiv och erkännande
El Khazzani berättade först för sin advokat att han helt enkelt var en hemlös man som, när han sov i en park i Bryssel, hittade en resväska som innehöll ett gevär och en pistol, och att han inte hade för avsikt att massakrera passagerarna, utan planerade att råna dem så att han kunde få något att äta. Myndigheterna sade dock att hans förklaringar blev mindre rimliga för varje förhör och att han så småningom hade slutat prata med utredarna. Enligt åklagaren François Molins lyssnade El Khazzani på en "YouTube-ljudfil där individen uppmanade sina följare att höja vapen och slåss i profetens namn" och El Khazzanis webbhistorik visade "tydliga bevis på terroristuppsåt." Åklagaren upptäckte filer på hans telefon, som de ansåg att han lyssnade på omedelbart före attacken.
I december 2016 erkände El Khazzani inför fransk domstol att han hade kommit från Syrien och rest till Europa med det uttryckliga syftet att döda amerikaner som hämnd för bombningarna i Syrien. Han sa till en fransk domare att "[j]ag är en riktig jihadist, men vi dödar inte kvinnor och barn. Jag är ingen slaktare. Jag är en ädel kämpe. Jag är en soldat." De franska myndigheterna trodde inte på El Khazzani när han hävdade av att han inte planerade ett massmord, med tanke på de nio fulladdade magasin som han hade tagit ombord för att kunna ladda om sitt vapen.

## Populärkultur
Filmen The 15:17 to Paris från 2018, regisserad av Clint Eastwood, är en dramatisering av den här händelsen.